# Bučina (Kvilda)

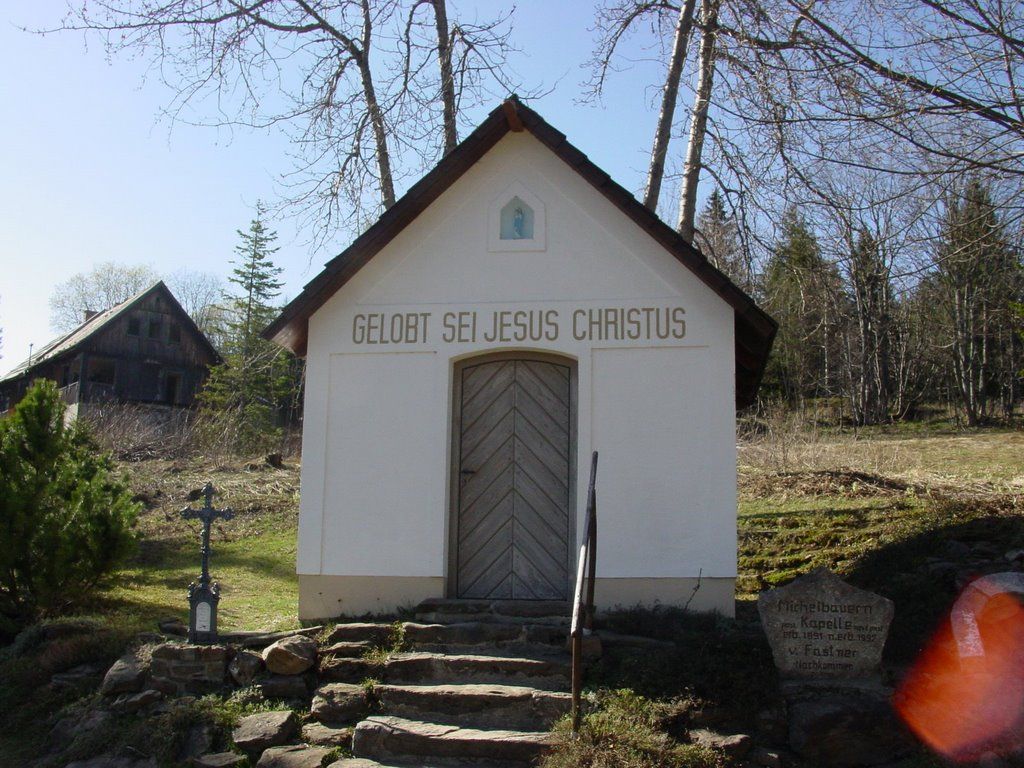
Kapelle des hl. Michael

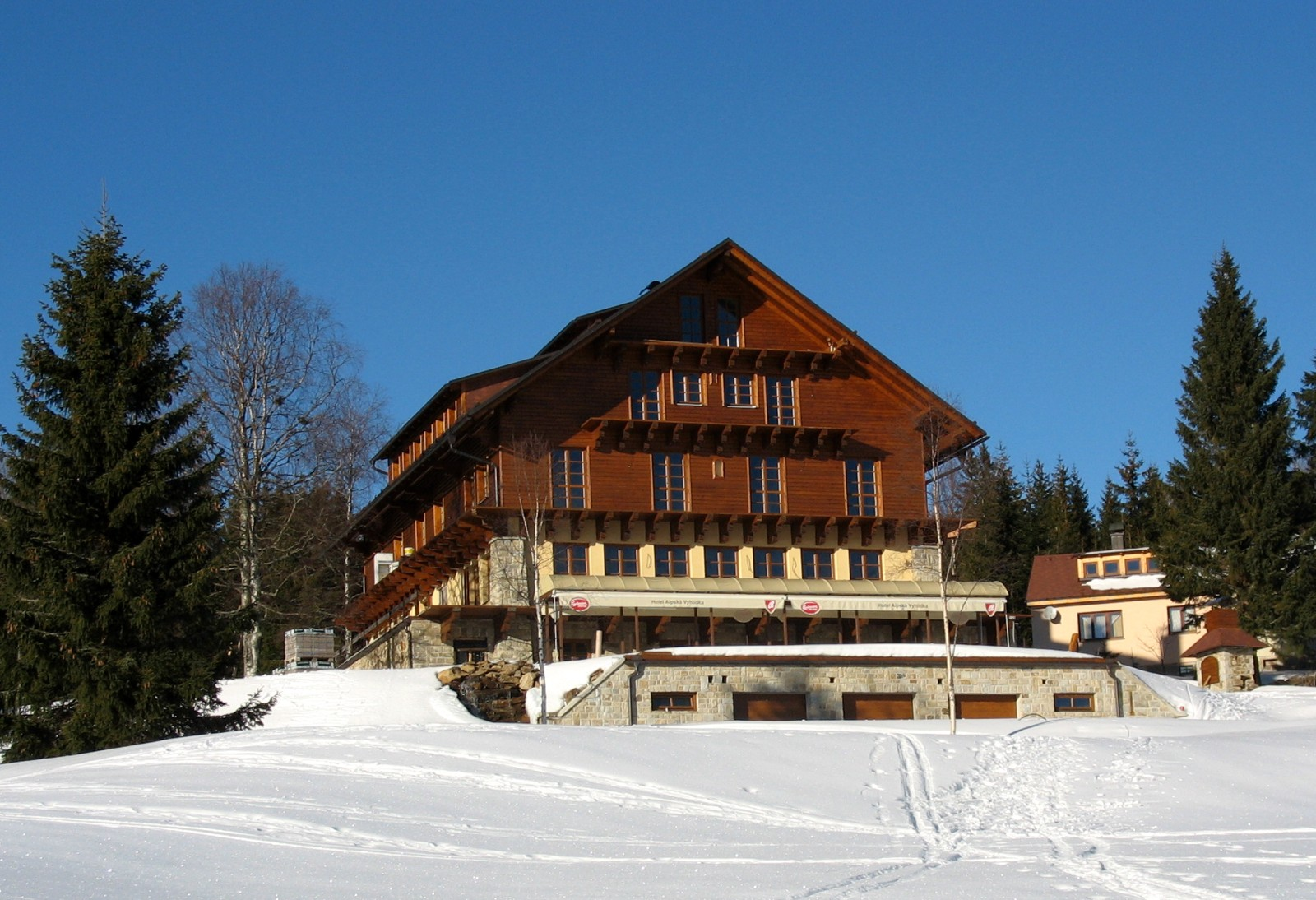
Hotel Alpská vyhlídka

Bučina (deutsch Buchwald) ist ein Ortsteil der Gemeinde Kvilda (Außergefild) in Tschechien. Er liegt sechs Kilometer südlich von Kvilda an der deutschen Grenze und gehört zum Okres Prachatice. Buchwald war die höchstgelegene Gemeinde des Böhmerwalds.

## Geographie
Bučina liegt auf halbem Wege zwischen Kvilda und Finsterau auf der Planie am Kamm des Böhmerwaldes. Nördlich erheben sich die Stolová hora (Tafelberg, 1254 m) und der Vysoký stolec (1251 m), westlich der Siebensteinkopf (Sedmiskalí, 1263 m) sowie im Nordwesten die Černá hora (Schwarzberg, 1315 m) und der Stráž (Postberg, 1308 m). Zweieinhalb Kilometer nordwestlich entspringt die Moldau, westlich der Grenzbach Teufelsbach/Čertová voda.
Nachbarorte sind Hraběcí Huť und Kvilda im Norden, Svinná Lada und Borová Lada im Nordosten, Nová Boubská im Osten, Knížecí Pláně im Südosten, Finsterau im Südwesten sowie Modrava und Vchynice-Tetov II im Nordwesten.
Bučina befindet sich im Nationalpark Šumava, die Straße zwischen Kvilda und der Staatsgrenze ist für den allgemeinen Kraftfahrzeugverkehr gesperrt. Von Kvilda nach Bučina verkehren die Grünen Busse, ebenso besteht eine Igelbusverbindung von Finsterau bis zur Staatsgrenze.

## Geschichte
Seit der Mitte des 14. Jahrhunderts führte durch den Urwald auf der Planie mit dem Bergreichensteiner Steig ein wichtiger Handelsweg zwischen Böhmen und Bayern. Er verlor später an Bedeutung und wurde im 17. Jahrhundert zugunsten anderer Routen des Goldenen Steigs aufgegeben.
Buchwald entstand wahrscheinlich im 1770 als Ansiedlung von Holzfällern. Die erste urkundliche Erwähnung der aus 13 Anwesen bestehenden und zum Gut Groß-Zdikau gehörigen Ansiedlung erfolgte im Jahre 1776. Johann Freiherr von Malowitz ließ das Gut Groß-Zdikau vom Familienfideikommiss der Malowetz von Cheynow abtrennen und allodieren; er verkaufte es 1799 an Franz Graf von und zu Sickingen. Dieser veräußerte das Gut 1803 an den k. k. Oberst Jakob Freiherr von Wimmer. Die Wimmerschen Erben verkauften Groß-Zdikau im Jahre 1822 an Ferdinand Graf Pálffy von Erdöd. Von diesem kaufte 1829 der Prager Bürger Jakob Wimmer das Gut. 1837 erwarb es Ferdinand Ritter von Bischof. Im Jahre 1840 bestand Buchwald aus 17 Häusern mit 140 deutschsprachigen Einwohnern. Im Dorf bestanden ein Jägerhaus, ein Wirtshaus und abseitig eine Mühle am Teufelsbach. Zu Buchwald gehörte die südlich im Tal des Teufelsbaches gelegene und aus fünf Bauernhäusern, der Mühle und einer Grenzwachkaserne bestehende Ansiedlung Hüttel. Pfarrort war Außergefild. Bis zur Mitte des 19. Jahrhunderts war der Ort Amtsdorf des Allodialgutes Groß-Zdikau.
Nach der Aufhebung der Patrimonialherrschaften bildete Buchwald/Bučina ab 1850 mit dem Ortsteil Hüttel eine Gemeinde in der Bezirkshauptmannschaft Prachatitz/Prachatice. Im Jahre 1890 war das Dorf auf 30 Häuser angewachsen und hatte 466 Einwohner.
Nach dem Münchner Abkommen wurde Buchwald 1938 als Teil des Landkreises Prachatitz dem Deutschen Reich zugeschlagen. Im Jahre 1930 lebten in der Gemeinde 347 Personen, 1939 waren es nur noch 320, darunter 29 Tschechen. Buchwald bestand aus 26 Häusern entlang der Straße, die von Finsterau kommend über Buchwald nach Außergefild führt. Zur Gemeinde gehörten noch die Ortsteile Hüttl mit elf Häusern und Mühlreuterhäuser – Froschau genannt – mit zehn Häusern. Nach dem Ende des Zweiten Weltkrieges kam Buchwald zur Tschechoslowakei zurück, und die deutschen Bewohner wurden vertrieben. Das Gebiet entlang der Grenze wurde zur militärischen Sperrzone erklärt und nicht wiederbesiedelt, dadurch verfielen die Häuser in Bučina. Nachdem während des Kalten Krieges der Eiserne Vorhang errichtet worden war, erfolgte 1956 der Abriss des Dorfes. Erhalten blieben ein Hotel, das als Kaserne Verwendung fand, sowie die Kapelle.

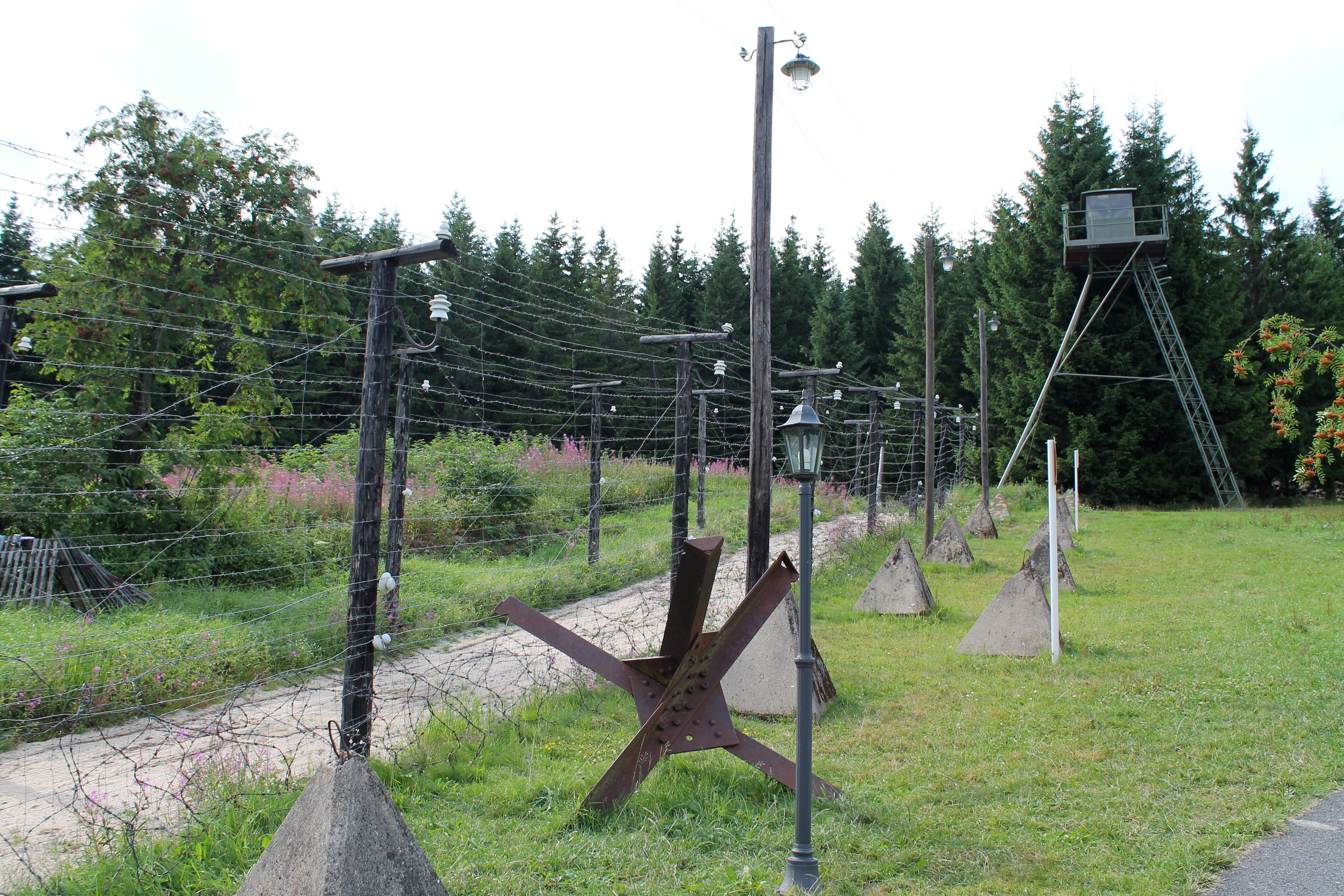
Gedenkstätte des Eisernen Vorhangs

Nach dem Fall des Eisernen Vorhangs erlebte Bučina einen Aufschwung durch Wanderer. Diese Belebung führte zur Rekonstruktion der Pešlova chata als Hotel (jetzt „Alpská Vyhlídka“). Die beiden Nationalparke Böhmerwald und Bayerischer Wald, sowie die an ihnen beteiligten Landkreise, erschlossen dieses Gebiet mit ihrem jeweiligen Bussystemen, dem „Igel-Bus“ von deutscher Seite, welcher mit einer Linie aus Richtung Spiegelau bis an die Grenze direkt in der Nähe von Bučina fährt. Eine Linie der „Grünen Busse“ der ČSAD verkehrt zwischen Horská Kvilda und Kvilda-Bučina, einem Haltepunkt 800 m von Bučina entfernt.

## Sehenswürdigkeiten
- Kapelle des hl. Michael, die 1891 errichtete Hofkapelle eines landwirtschaftlichen Anwesens fiel 1956 der Zerstörung des Dorfes mit zum Opfer.[6] Nach der Grenzöffnung wurde sie wieder errichtet und am 4. Oktober 1992 eingeweiht.  Nach der Wende wurde in Finsterau eine fast baugleiche Kapelle wie in Bučina errichtet, welche 1991 eingeweiht wurde.  Sie steht ca. 150  m südlich der Kirche in Finsterau, also Richtung Heinrichsbrunn auf einer Anhöhe.
- Gedenkstätte des Eisernen Vorhangs, am Weg nach Finsterau
- Alpenblick, Aussichtspunkt im ehemaligen Oberdorf
- Hotel „Alpská Vyhlídka“, ehemals Peschlerhütte, das bei gutem Wetter einen  Ausblick auf die Alpen bietet
- Moldauquelle, etwa 2 km nordwestlich im Wald

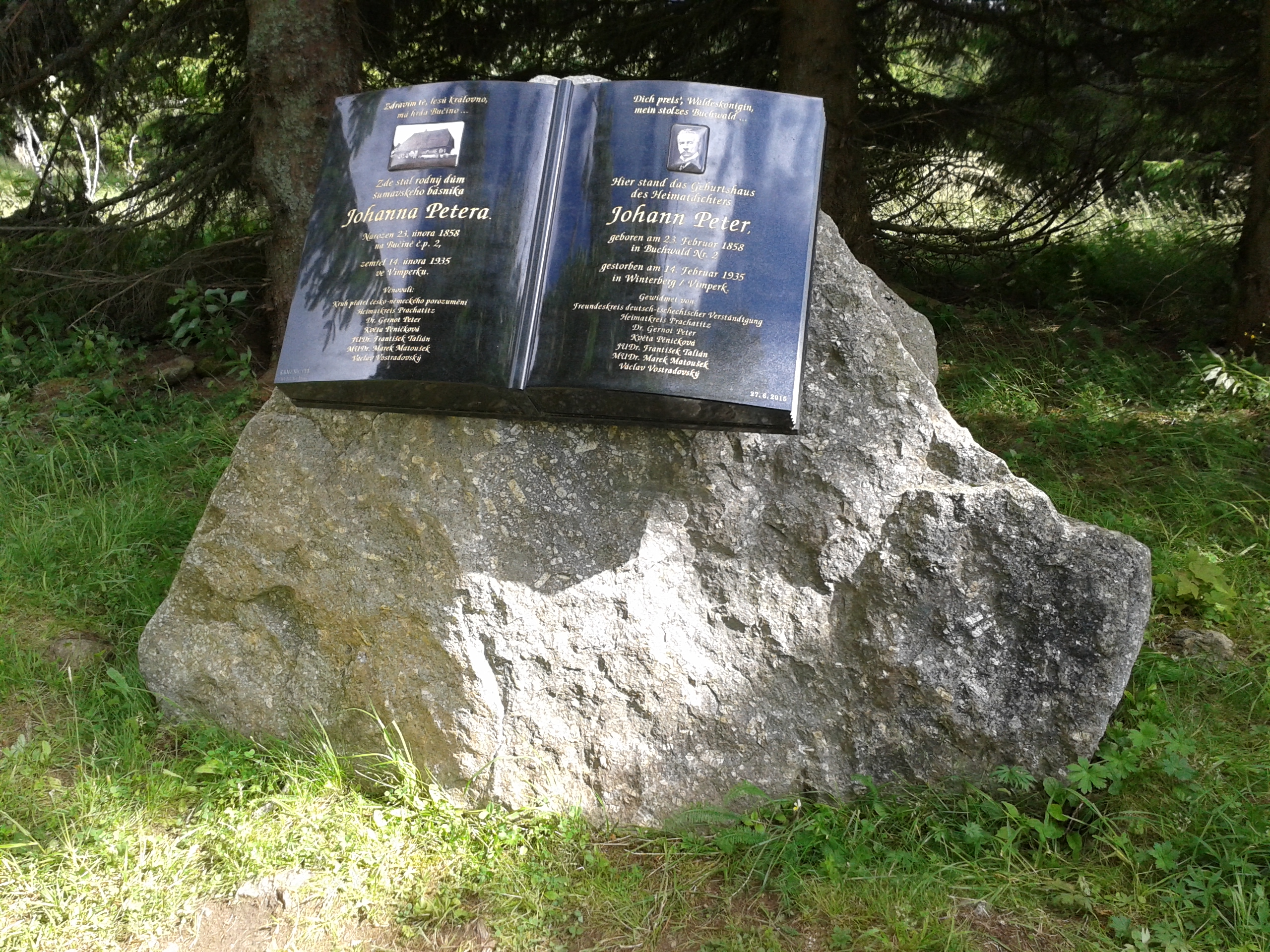
Gedenkstein für Johann Peter in Buchwald

## Söhne und Töchter des Ortes
- Johann Peter (1858–1935), österreichischer Schriftsteller